# Nationale 1 1981-1982
La Nationale 1 1981-1982 è stata la 60ª edizione del massimo campionato francese di pallacanestro maschile. La vittoria finale è stata ad appannaggio del SCM Le Mans.

## Risultati

### Stagione regolare
|     | Squadra           | G  | V  | N | P  | PF   | PS   | P.ti | Qualificazione            |
| --- | ----------------- | -- | -- | - | -- | ---- | ---- | ---- | ------------------------- |
| 1.  | SCM Le Mans       | 26 | 21 | 2 | 3  | 2162 | 1973 | 70   |                           |
| 2.  | CSP Limoges       | 26 | 19 | 1 | 6  | 2558 | 2270 | 65   |                           |
| 3.  | Orthez            | 26 | 19 | 1 | 6  | 2366 | 2200 | 65   |                           |
| 4.  | Monaco            | 26 | 14 | 3 | 9  | 2278 | 2257 | 57   |                           |
| 5.  | ASVEL             | 26 | 14 | 1 | 11 | 2310 | 2175 | 55   |                           |
| 6.  | Tours             | 26 | 13 | 1 | 12 | 2252 | 2262 | 53   |                           |
| 7.  | Olympique Antibes | 26 | 12 | 3 | 11 | 2188 | 2180 | 53   |                           |
| 8.  | Caen              | 26 | 11 | 2 | 13 | 2041 | 2114 | 50   |                           |
| 9.  | Stade français    | 26 | 10 | 1 | 15 | 2341 | 2372 | 47   |                           |
| 10. | Avignone          | 26 | 9  | 0 | 17 | 2138 | 2237 | 44   |                           |
| 11. | Mulhouse          | 26 | 9  | 0 | 17 | 2146 | 2292 | 44   |                           |
| 12. | Vichy             | 26 | 8  | 1 | 17 | 2116 | 2257 | 43   |                           |
| 13. | Challans          | 26 | 8  | 0 | 18 | 2238 | 2362 | 42   | retrocesse in Nationale 2 |
| 14. | Roanne            | 26 | 7  | 0 | 19 | 2155 | 2338 | 40   | retrocesse in Nationale 2 |

| Nationale 1 1981-1982 |
| --------------------- |
| SCM Le Mans 3º titolo |

## Formazione vincitrice
| N° | Naz.               | Ruolo | Sportivo       |  | Alt. |  |
| -- | ------------------ | ----- | -------------- |  | ---- |  |
|    | Francia (bandiera) | AP    | Vincent Collet |  | 191  |  |
|    | Francia (bandiera) | AP    | Éric Beugnot   |  | 200  |  |
|    | Francia (bandiera) | P     | Gregor Beugnot |  | 187  |  |
|    | Francia (bandiera) | AG    | Jacky Lamothe  |  | 202  |  |
|    | Francia (bandiera) | AP    | Bill Cain      |  | 198  |  |
|    | Francia (bandiera) | C     | Floyd Allen    |  | 206  |  |